# Urosigalphus mimosestes
Urosigalphus mimosestes är en stekelart som beskrevs av Gibson 1972. Urosigalphus mimosestes ingår i släktet Urosigalphus och familjen bracksteklar. Inga underarter finns listade i Catalogue of Life.